# Лејлани Естејтс (Хаваји)
Лејлани Естејтс (енгл. Leilani Estates) насељено је место за статистичке потребе у америчкој савезној држави Хаваји. По попису становништва из 2010. у њему је живело 1.560 становника.

## Демографија
Према попису становништва из 2010. у граду је живело 1.560 становника, што је 514 (49,1%) становника више него 2000. године.
| Група             | 2000.       | 2010.       |
| Белци             | 585 (55,9%) | 940 (60,3%) |
| Афроамериканци    | 7 (0,7%)    | 21 (1,3%)   |
| Азијати           | 75 (7,2%)   | 95 (6,1%)   |
| Хиспаноамериканци | 91 (8,7%)   | 153 (9,8%)  |
| Укупно            | 1.046       | 1.560       |